# Vermoelen
Vermoelen is een Zuid-Nederlandse adellijke familie.

## Geschiedenis
In 1749 werd door keizerin Maria Theresia erfelijke adel toegekend aan Philippe Vermoelen. In 1767 verleende ze erfelijke adel van het Heilige Roomse Rijk aan Jean-François Vermoelen en in 1768 eenzelfde erkenning binnen de Zuidelijke Nederlanden.
De laatste generaties onder het ancien régime waren:
- Léonard Vermoelen (1641-1703), x Marie van Roosendael (1643-1708).
  - Chrétien Vermoelen (1668-1747), x Suzanne van Delft (1685-1714).
    - Philippe Emmanuel Vermoelen (1711-1776), heer van Theewinkel, grootaalmoezenier van Antwerpen, x Jeanne de Pret (1719-1789).
      - Philippe Vermoelen (zie hieronder).

  - Jean-François Vermoelen (1679-1745), x Thérèse Muytinckx (1683-1764).
    - Jean-François Vermoelen (1722-1778), x Gertrude Le Bot (1723-1797).
      - Louis Vermoelen (zie hieronder).

## Philippe Vermoelen

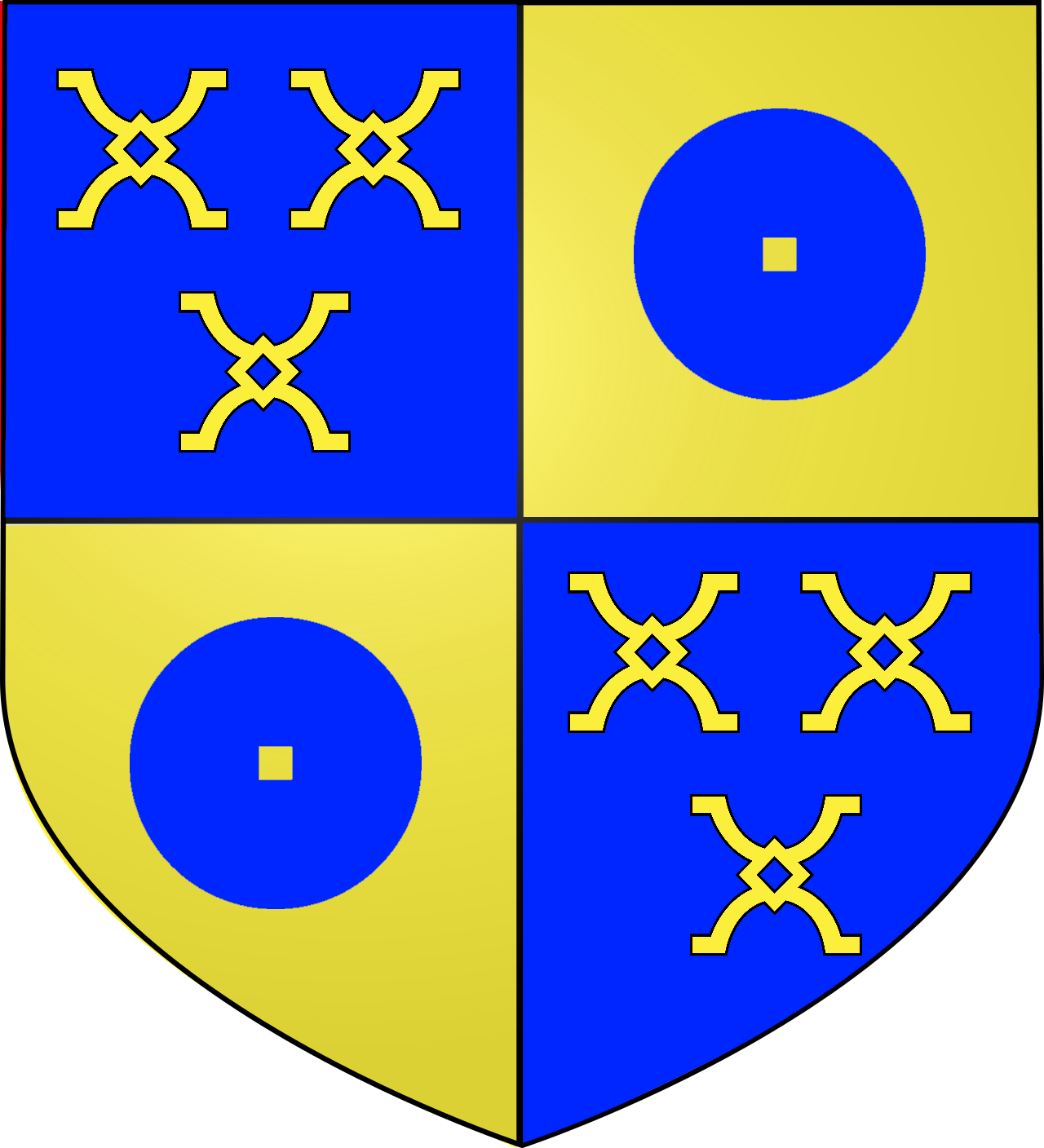
Wapenschild van Philippe Joseph Vermoelen, zoals te vinden op zijn graf te Hemiksem

- Philippe Joseph Vermoelen (Antwerpen, 27 februari 1759 - 15 december 1825) was onder het ancien régime grootaalmoezenier van Antwerpen. In de Franse tijd werd hij maire van Antwerpen en bleef dit tijdens de overgang naar het Verenigd Koninkrijk der Nederlanden. Hij trouwde in 1784 met Anne-Marie Martini (1761-1837). Ze kregen twee dochters.

In 1816, ten tijde van het Verenigd Koninkrijk der Nederlanden, werd hij erkend in de erfelijke adel en benoemd in de Ridderschap van de provincie Antwerpen.

## Louis Vermoelen
- Louis Joseph Pancrace Vermoelen (Antwerpen, 4 september 1765 - Leuven, 24 maart 1847) werd in 1822 erkend in de erfelijke adel. Hij trouwde in 1794 met Thérèse Muskeyn (1766-1797) en in 1803 met Catherine Claessens (1774-1812). Hij had drie kinderen uit het eerste huwelijk en een zoon uit het tweede.
  - Jean-Georges Vermoelen (1797-1849) werd consul-generaal der Nederlanden in Buenos Aires. Hij trouwde met Marie de Rubio de Ribeiro en ze hadden vier kinderen.
  - Joseph Vermoelen (1804-1849) trouwde met Eugénie Adriaenssens (1812-1835) en trad in tweede huwelijk met Jeanne Claessens (1815-1868). Hij kreeg een zoon uit het eerste huwelijk en vier kinderen uit het tweede.
    - Michel Vermoelen (1835-1877) trouwde met Marie Mertens (1840-1901). Ze hadden afstammelingen, maar deze familietak doofde uit in 1977.
    - Alphonse Vermoelen (1842-1911) trouwde met Pauline Peeters (1837-1907). Ze kregen zes kinderen.
      - Louis Vermoelen (1866-1950) was volksvertegenwoordiger en bestendig afgevaardigde van de provincie Antwerpen. Hij trouwde met Irma De Smedt (1875-1950). Ze hadden vijf kinderen.